# Parkston
Parkston est une municipalité américaine située dans le comté de Hutchinson, dans l'État du Dakota du Sud. Selon le recensement de 2010, elle compte 1 508 habitants. La municipalité s'étend sur 0,91 milles carrés (2,36 km2).
La ville est fondée en 1883 sous le nom de Dakota City. En 1887, lors de l'arrivée du chemin de fer, elle se déplace de quelques kilomètres sur les terres de R. S. Parke et adopte son nom actuel.

## Démographie
| 1890 | 1900 | 1910 | 1920  | 1930  | 1940  |
| ---- | ---- | ---- | ----- | ----- | ----- |
| 262  | 596  | 970  | 1 230 | 1 336 | 1 305 |

| 1950  | 1960  | 1970  | 1980  | 1990  | 2000  |
| ----- | ----- | ----- | ----- | ----- | ----- |
| 1 354 | 1 514 | 1 611 | 1 545 | 1 572 | 1 674 |

| 2010  | - | - | - | - | - |
| ----- | - | - | - | - | - |
| 1 508 | - | - | - | - | - |